# Hypsilophodon
Hypsilophodon és un gènere de dinosaure ornitòpode que va viure al Cretaci inferior a Europa. Fou un petit animal bípede amb una dieta herbívora o possiblement omnívora. Restes fòssils abundants trobades a Anglaterra indiquen que l'hipsilofodon superava els dos metres de longitud.